# 田川晋治
田川 晋治（たがわ しんじ）は、大分県出身の日本の柔道家。現役時代は78kg級の選手。

## 経歴
日本体育大学へ進学すると、プエルトリコのマヤグエスで開催された世界ジュニアの78kg級では準決勝まで全て一本勝ちすると、決勝ではイギリスのマーティン・マクソリーを効果で破って優勝を飾った。正力国際では決勝まで進むものの、東海大学の田所勇二に敗れて2位にとどまった。団体戦でも2位になった。さらに、正力杯では3位になった。大学を卒業後は国東高校柔道部の総監督となり、63kg級や70kg級で活躍した安松春香などの指導にあたった。また、高体連の柔道専門委員にも就任した。

## 主な戦績
- 1983年 -　世界ジュニア　優勝
- 1984年 -　正力国際　個人戦　2位　団体戦　2位
- 1984年 -　正力杯　3位

(出典、JudoInside.com)。